# Ричиляно
Ричиля̀но (на италиански: Ricigliano) е село и община в Южна Италия, провинция Салерно, регион Кампания. Разположено е на 560 m надморска височина. Населението на общината е 1241 души (към 2010 г.).